# Phasia aurigera
Espèce
Synonymes
- Phasia urnifera von Roser, 1840
- Alophora bonapartea Rondani, 1861
- Alophoa kriechbaumeri Schiner, 1869
- Hyalomyia helleri Palm, 1876
- Alophora bonapartea Girscher, 1887
- Allophora aurigera Wenfurter, 1906
- Brumptallophora aurigera Dupuis, 1952
- Alophora aurigera Draber-Monko, 1965
- Phasia aurigera Herting, 1984

Phasia aurigera est une espèce d'insectes diptères brachycères de la famille des Tachinidae, dont la larve est un parasite de punaises (insectes hétéroptères).

## Description
Ses dimensions sont de 8 à 13 mm.

## Distribution
C'est une espèce paléarctique connue en Europe (Allemagne, France, Pologne), et en Russie.

## Hôtes
Elles pondent leurs œufs sur diverses espèces de punaises vivantes dont Palomena prasina, Rhaphigaster nebulosa, Coreus marginatus, Gonocerus juniperi, Gonocerus acuteangulatus. Comme chez d'autres espèces de Tachinidae, la larve se développe au détriment de l'hôte vivant (cas d'endoparasitisme).

## Systématique
Le nom valide complet (avec auteur) de ce taxon est Phasia aurigera (Egger (d), 1860).
L'espèce a été initialement classée dans le genre Alophora sous le protonyme Alophora aurigera Egger, 1860.